# Barnard (Missouri)
Barnard  è una city degli Stati Uniti d'America, nella contea di Nodaway, nello Stato del Missouri.

## Geografia fisica
Secondo lo United States Census Bureau, il villaggio ha una superficie totale di 0,39 km² (0,15 mi²).

## Storia
Barnard è stata fondata nel 1870. Il nome deriva da J. F. Barnard, direttore della linea ferroviaria Kansas City, St. Joseph and Council Bluffs Railroad.